# Prionus californicus
Prionus californicus — вид жуков рода Prionus из семейства усачей. Обитает на северо-западе США. Является одним из самых крупных жуков на западе США и рассматривается вредителем посадок хмеля.

## Ареал
Prionus californicus распространён на северо-западе тихоокеанского побережья США. Встречается от Колорадо на востоке до тихоокеанского побережья США на западе и от южной Канады до северной Мексики. Кроме этого, P. californicus последние 60 лет обнаруживается в Айдахо, где рассматривается как вредитель посадок хмеля.

## Описание
Взрослые Prionus californicus — крупные красновато-коричневые жуки 2,5—6 см в длину с гладкими блестящими надкрыльями. Для жуков характерен половой диморфизм: самцы мельче (2,5—4,5 см), чем самки (4—6 см). Антенны самцов имеют более глубокие зубцы, чем антенны самок. Имеют крупные и сильные мандибулы, которые используют для защиты. Взрослые жуки выходят из почвы от начала июня до начала августа для спаривания и откладывания яиц. Взрослые жуки привлекаются на свет. При опасности жуки издают «скрежеще-шипящий» звук, потирая задние конечности о крылья.

## Жизненный цикл
Самки — малоподвижны, выделяют феромон для привлечения самцов. Самка живёт 30—60 дней, за которые, как правило, откладывает от 150 до 200 яиц в почву на глубину 1—3 см. Личинки жука — от кремового до коричневого цвета, вырастают от около 1 см в длину за 3—4 года жизни до 8 см. Живут в корнях живых растений на глубине 5—20 см от поверхности почвы, причём молодые личинки находятся в корнях более глубоких слоёв почвы, прогрызая в них туннели, и постепенно поднимаются к поверхностным корням. Зрелые личинки окукливаются в ячейках, сделанные из почвы и корневого материала.

### Феромоны
Естественным феромоном Prionus californicus, выделяемым самками жука, является (3R,5S)-3,5-диметилдодеканоевая кислота. Доказано, что самцы также привлекаются химически синтезируемой смесью 4 стереоизомеров этой кислоты.

## Хозяйственное значение
Жуки не повреждают деревья, однако, их личинки, питающиеся корнями культивируемого хмеля, способны вызвать заметный экономический вред и рассматриваются в Айдахо вредителями. При небольшом и среднем заражении растение испытывает недостаток питательных веществ и воды, рост таких растений замедляется, листья сворачиваются и желтеют, определённые части растения могут отмирать. Серьёзное заражение способно привести к повреждению кроны и гибели растения.
Поля хмеля, заражённые калифорнийским усачём-дровосеком, переводят на 2—3 года на другую культуру. Однако, личинки способны переживать длительное время, питаясь мёртвой древесиной. При относительно небольшом заражении контроль заключается в поимке взрослых жуков или препятствовании их спаривания. Естественных врагов у жука не обнаружено. Эффективных химических средств против заражения полей жуком и сортов хмеля, устойчивых к P. californicus, не существует.
В южной Калифорнии личинки жука могут вызывать ощутимые повреждения дубов, эвкалиптов, а также фруктовых пород деревьев в садах.

## Синонимы
- Prionus alutaceus Casey, 1912
- Prionus angustulus Casey, 1912
- Prionus californicus compar Casey, 1924
- Prionus californicus ineptus Casey, 1912
- Prionus californicus ovipennis Casey, 1924
- Prionus californicus punctulatus Casey, 1912
- Prionus consors Casey, 1912
- Prionus consors acomanus Casey, 1912
- Prionus consors proximans Casey, 1912
- Prionus crassicornis LeConte, 1851
- Prionus curvatus LeConte, 1859
- Prionus fissifrons Casey, 1912
- Prionus horni Lameere, 1912
- Prionus humeralis Casey, 1924
- Prionus ineptus ambiguus Casey, 1924
- Prionus ineptus uinatus Casey, 1924
- Prionus nanus Casey, 1924
- Prionus orbiceps Casey, 1924
- Prionus scutellaris Casey, 1924
- Prionus serriger Casey, 1924
- Prionus solidus Casey, 1912
- Prionus spaldingi Casey, 1924
- Prionus spiculosus Casey, 1912
- Prionus spiculosus coloradensis Casey, 1924
- Prionus stultus Casey, 1924
- Prionus stultus parvicollis Casey, 1924
- Prionus suspectus Casey, 1924
- Prionus terminalis Casey, 1912
- Prionus texanus Casey, 1912